# Metoda Ogino-Knaus

Perioadele fertile în cadrul ciclului menstrual pentru o lungime a acestuia de 26 - 32 de zile

Metoda Ogino-Knaus, sau metoda calendarului, este o metodă naturală de contracepție bazată pe studiile ginecologilor Kyūsaku Ogino și Hermann Knaus și care ține seama de faptul că de-a lungul ciclului menstrual numai anumite zile pot fi fertile.
Avantaje:
- nu este necesar uzul unor medicamente sau dispozitive medicale;
- prețul scăzut (practic zero);
- nu are efecte secundare.

Dezavantaje:
- nu previne răspândirea bolilor cu transmitere sexuală;
- dificil de practicat când ciclul menstrual este neregulat;
- eficacitate scăzută în cazul relațiilor de scurtă durată sau trecătoare.